# Ingo Kowarik
Ingo Kowarik (* 1955) ist Professor für Ökosystemkunde/Pflanzenökologie an der TU Berlin. Seine Arbeitsschwerpunkte sind Stadtökologie, Naturschutz und biologische Invasionen  (Neobiota), zu denen er zahlreiche Untersuchungen und Beiträge veröffentlichte.

## Leben
Kowarik hat seine akademische Laufbahn mit einem Diplom in Landschaftsplanung an der TU Berlin begonnen, an der er anschließend von 1982 bis 1992 als wissenschaftlicher Mitarbeiter bei Herbert Sukopp am Institut für Ökologie arbeitete. Kowarik promovierte 1988 mit einer Arbeit „Zum menschlichen Einfluß auf Flora und Vegetation“ und habilitierte 1992 an der TU Berlin. Von 1992 bis 1999 hatte Kowarik eine Professur für Angewandte Pflanzenökologie/Arten- und Biotopschutz an der Universität Hannover inne und leitete von 1999 bis 2021 das Fachgebiet Ökosystemkunde/Pflanzenökologie am Institut für Ökologie der TU Berlin.

## Forschung
Im Zentrum seines Forschungsinteresses stehen das Verständnis und die Gestaltung von Wechselwirkungen zwischen menschlichen Einflüssen (insbesondere urbane Landnutzungen, Neobiota) und der biologischen Vielfalt (Biodiversität). Hierzu hat er u. a. vorgelegt, oft in Zusammenarbeit mit anderen Wissenschaftlerinnen
- Konzeptionelle Arbeiten, u. a. zu Natürlichkeitskonzepten und Hemerobie, potenzielle natürliche Vegetation, Wildnis, neuartige urbane Ökosysteme (novel urban ecosystems) und zu den vier Naturen in der Stadt, bestehend aus 1. Resten ursprünglicher Naturlandschaft; 2. Beständen landwirtschaftlicher Kulturlandschaft; 3. gärtnerisch gestalteter Natur und 4. spezifisch urban-industrieller Natur.
- Naturwissenschaftliche Arbeiten, u. a. zu "time lags" in biologischen Invasionen, Auswirkungen von nichteinheimischen Arten (Neobiota), urbanen Biodiversitätsmustern und Ausbreitungsprozessen in städtischen Lebensräumen
- Angewandte Arbeiten, u. a. zu Naturschutz und Denkmalpflege[1], Entwicklung urban-industrieller Brachflächen, Bewertungsverfahren (GVO, invasive Arten), Naturschutz in der Stadt, Ökosystemleistungen in der Stadt[2]

Kowarik plädiert in vielen Arbeiten für ein Naturschutzverständnis, das die Bewahrung der biologischen Vielfalt mit Offenheit für neue Entwicklungen, u. a. in Anpassung an veränderte Umweltbedingungen verbindet. Dies betrifft z. B. neuartige Lebensgemeinschaften städtischer Lebensräume  oder den differenzierten Umgang mit nicht-einheimischen Arten (Neobiota), für den Kowarik in seinem Fachbuch "Biologische Invasionen. Neophyten und Neozoen in Mitteleuropa" (2003, 2. Aufl. 2010) wirbt.

## Weitere Tätigkeiten
In ehrenamtlicher Funktion war Kowarik von 2001 bis 2021 der Landesbeauftragte für Naturschutz und Landschaftspflege des Landes Berlin und in dieser Funktion auch Vorsitzender des Sachverständigenbeirats für Naturschutz und Landschaftspflege.
Kowarik ist Mitbegründer, langjähriger Koordinator (1999–2011), erster Präsident (2012–2014) und Ehrenpräsident (seit 2014) von Neobiota, des wissenschaftlichen Netzwerks zu biologischen Invasionen in Europa.  Er ist Mitbegründer der Schriftenreihe „Neobiota“ und seit 2011 Co-Editor der daraus entstandenen wissenschaftlichen Zeitschrift NeoBiota.

## Veröffentlichungen
- Zum menschlichen Einfluß auf Flora und Vegetation. Landschaftsentwicklung und Umweltforschung, Bd. 56, Berlin 1988, ISBN 3-7983-1255-9
- Biologische Invasionen. Neophyten und Neozoen in Mitteleuropa. 2. Auflage, Ulmer, Stuttgart 2010, ISBN 3-8001-3924-3
- Ingo Kowarik et al. (Hrsg.): Naturschutz und Denkmalpflege. Wege zu einem Dialog im Garten. vdf Hochschulverlag, Zürich 1998, ISBN 3-7281-2318-8
- Mit Stefan Körner (Hrsg.): Wild Urban Woodlands. New perspectives for Urban Forestry. Springer, Berlin/Heidelberg 2005, ISBN 3-540-23912-X